# Tóth Éva (költő)
Tóth Éva (Debrecen, 1939. január 30. – 2017. december 15.) magyar költő, műfordító, esszéista.

## Életpályája
Szülei: Tóth Endre (1914–2011) és Fehértói Piroska voltak. 1957-1962 között az Eötvös Loránd Tudományegyetem Bölcsészettudományi Kar (ELTE BTK) magyar-francia szakos hallgatója volt. 1962-1967 között tanár volt. 1967-1968 között a Magyar Rádió munkatársa volt. 1968-ban elvégezte az ELTE BTK spanyol szakát is. 1971-1983 között a Corvina Könyvkiadó szerkesztője és főszerkesztője volt. 1984–1990 között az Új Tükör világirodalmi rovatvezetőjeként dolgozott. 1990-1992 között az Írószövetség külügyi titkára és az elnökség tagja volt, 1995 óta választmányi tagja. 1990-1992 között a Fordítók Nemzetközi Szövetségének vezetőségi tagja, a versfordítói szakosztály társelnöke volt. 1992-1993 között a Georgia Egyetem (USA) Fulbright vendégprofesszora volt. 1992-2002 között, valamint 2007 óta a költői szakosztály vezetőségi tagja. 1993 óta a Magyar PEN Club intézőbizottsági tagja, 1994 óta alelnöke, 1995-től a Nemzetközi PEN Club fordítási és nyelvi jogi bizottságának tagja. 1995-2004 között a Magyar Latinamerikanisták Társaságának tagja volt. 1995 óta a Nemzetközi Madách Társaság alelnöke. 1995 óta a Móricz Zsigmond Társaság vezetőségi tagja. 1995-2005 között, valamint 2007 óta a műfordító szakosztály vezetőségi tagja. 1998 óta a Csokonai Irodalmi és Művészeti Társaság elnökségi tagja.

## Magánélete
1964-ben házasságot kötött Ambrus Gábor (1936–) vegyészmérnökkel. Egy fiuk született: Gergely (1966–).

## Munkássága
A népi-nemzeti költészet emblematikus alakjának számít. Emlékvers című költeményét (1999) tizenhét nyelvre fordították le. A Nemzetközi PEN Club nyelvi jogi és fordítási bizottságának tagjaként részt vett a Nyelvi jogok egyetemes nyilatkozatának kidolgozásában.

## Művei
- Egyetlen értelem (versek, 1977)
- Hóhatár (versek, 1982)
- Kámfor Benedek (gyermekversek, 1986)
- Wanted (versek, 1992)
- Emlékvers (1999)
- Az eltaposott pillanat (válogatott és új versek, 2000)
- Táguló körök (tanulmánykötet, 2005)
- Emlékvers 17 nyelven; 2. bőv. kiad.; Kráter Műhely Egyesület, Pomáz, 2006
- Róza-kert; Littera Nova, Bp., 2010 (Sophie könyvek)
- Tóth Éva legszebb versei; vál., utószó Szörényi László; AB-art, Bratislava [Pozsony], 2012
- Szendrey Júlia emlékkönyv; szerk. Tóth Éva, Lukács Gábor; Georgikon Alapítvány–Pannon Egyetem Georgikon Kar, Keszthely, 2012 (Georgikon kiskönyvtár)

## Műfordításai
- Augusto Roa Bastos: Embernek fia (regény, 1975)
- Alejo Carpentier: Barokk zene (regény, 1977)
- Miguel Otero Silva: Kihalt házak (regény, 1978)
- Agostinho Neto: Vérzünk virágzunk (válogatott versek, 1980)
- Alejo Carpentier: A hárfa és az árnyék (regény, 1982)
- Nicolás Guillén: Papírhajó az Antillák tengerén. Versek felnőtt gyerekeknek (versek, 1987)
- P. E. Taviani: Kolumbusszal Amerikába, 1492 (1992)
- Jorge Luis Borges: A halhatatlanság, öt előadás (1992)
- J. Jorge Padrón: A pokol körei. Versek, 1973-1975 (1996)

## Díjai
- Salvatore Quasimodo-emlékdíj különdíja (1996)
- Arany János-jutalom (1997)
- A hévízi Csokonai Vitéz Mihály Társaság Csokonai-díja (2001)[5]
- József Attila-díj (2002)